# Absolutschwelle
Unter einer Absolutschwelle (engl. Absolute threshold) versteht man in der Psychologie die geringste Intensität eines Reizes, die zu einer berichtbaren Wahrnehmung beim Beobachter führt. Es handelt sich um das Minimum an physikalischer Energie, die eben noch eine sensorische Erfahrung hervorruft. In der Sinnesphysiologie wird diese sensorische Schwelle auch als Reizschwelle bezeichnet.
Zusammen mit der Unterschiedsschwelle bilden sie die zentralen Konzepte der klassischen Psychophysik und sind auch heute noch Untersuchungsgegenstand der experimentellen Psychologie. Die Aufgabe einer Versuchsperson ist die Entdeckung (detection) eines Reizes. Der Kehrwert der Absolutschwelle bildet die Sensitivität.
Überschreiten Reize die Absolutschwelle nicht, spricht man von unterschwelligen Reizen (siehe auch subliminal).

## Arten von Absolutschwellen
Für jede Reizmodalität können spezifische Absolutschwellen festgestellt werden (Sehen, Hören, Riechen). In einem sehr frühen Experiment untersuchten Hecht, Shlaer und Pirenne 1942, wie viele Photonen mindestens benötigt werden, um vom menschlichen Auge wahrgenommen zu werden. Die ungefähren Schwellen vertrauter Ereignisse beschreibt Zimbardo wie folgt:
- Licht: Die Flamme einer Kerze kann man auf etwa 50 km Entfernung in einer dunklen, klaren Nacht erkennen.
- Schall: Das Ticken einer Uhr ohne Umgebungsgeräusche ist aus etwa 6 Metern Entfernung wahrzunehmen.
- Geschmack: Ein Teelöffel Zucker auf etwa 7,6 Litern Wasser lässt sich schmecken.

## Bestimmung von Absolutschwellen
Es gibt drei klassische Methoden zur Schwellenbestimmung:
- Konstanzmethode
- Herstellungsmethode
- Grenzmethode

In der Realität kann man für Menschen keinen individuellen Wert feststellen, ab dem sie einen Reiz immer detektieren. Deshalb wird die Definition der Absolutschwelle in der Praxis – per Konvention – angepasst und als die Reizintensität definiert, ab der man mit 50%iger Wahrscheinlichkeit den Reiz wahrnimmt. Diese Wahrscheinlichkeit lässt sich durch eine psychometrische Funktion darstellen und an ihr ablesen.

## Signalentdeckungstheorie
Die Fähigkeit einen schwachen Reiz wahrzunehmen wird von einigen weiteren Faktoren beeinflusst. Etwa dem seelischen Zustand, Erfahrungen, Erwartungen oder der Motivation, Aufmerksamkeit und Wachsamkeit. Möchte man Antworttendenzen (eine Person sagt immer erst sehr spät, dass sie ein Signal erkennt) berücksichtigen, bietet die Signalentdeckungstheorie ein geeignetes Maß für die Güte der Entscheidung einer Person.